# ナイツ・スタジアム
ナイツ・スタジアム（Knights Stadium）は、アメリカのサウスカロライナ州フォートミルにある野球場。シカゴ・ホワイトソックス傘下AAAシャーロット・ナイツの本拠地である。

## 歴史
1989年、シャーロット・ナイツの新球場として建設を開始。
1990年、「ナイツ・キャッスル」として開場。ファンからは「ザ・キャッスル」と呼ばれていた。1990年代後半に現在の名称となる。
2012年、シャーロット・ナイツのオーナー、ドン・ビーバー氏はシャーロットに新球場「BB&Tボールパーク」を2014年までに建設し、移転することを発表。